# Veding
Veding, Vedding (dansk) eller Weding (tysk) er en landsby beliggende umiddelbart syd for Flensborg i Sydslesvig. Administrativt hører Veding under Hanved Kommune i Slesvig-Flensborg kreds i den nordtyske delstat Slesvig-Holsten. Veding var en selvstændig kommune indtil marts 1974, hvor Veding og Jaruplund blev sammenlagt i Jaruplund-Veding Kommune, i marts 2008 blev Veding endelig indlemmet i Hanved. I den danske periode indtil 1864 hørte landsbyen under Hanved Sogn (Vis Herred, Flensborg Amt). 
Landsbyens navn er første gang dokumenteret 1472. Byen støder i sydvest op til Hanved Skov, deraf navnet Veding for skoveng. Skellet til skoven markeres historisk gennem gaden Kirkevrå (Kirkwrahe). Efter en anden forklaring er stednavnet afledt af gl.dansk wat for våd.
Største virksomhed i Veding er JYSKs Tyskland-central (syd for grænsen tidligere under navnet Dänisches Bettenlager). 
Veding grænser i vest til Skovkro og i nord til Flensborg-Sporskifte. Vest for Veding forløber den nord-sydgående banestrækning og motorvej A 7/E45.